# Pat Hingle
Martin Patterson „Pat” Hingle (ur. 19 lipca 1924 w Miami, zm. 3 stycznia 2009 w Carolina Beach) – amerykański aktor teatralny, telewizyjny i filmowy. Największą popularność przyniosła mu rola komisarza Jamesa Gordona w filmie Batman (1989) oraz w jego późniejszych kontynuacjach: Powrót Batmana (1992), Batman Forever (1995), Batman i Robin (1997). Był jedynym obok Michaela Gougha aktorem, który wystąpił we wszystkich 4 częściach tego filmowego cyklu.
Zmarł na białaczkę w swoim domu w Carolina Beach. Jego ciało poddano kremacji, a prochy rozsypano nad Oceanem Atlantyckim.

## Filmografia
- Wszystko na kredyt (1957) jako Herman Kreitzer
- Wiosenna bujność traw (1961) jako Ace Stamper
- Spokojny Amerykanin (1963) jako Homer Atkins
- Zaproszenie dla rewolwerowca (1964) jako Sam Brewster
- Nevada Smith (1966) jako Wielka Stopa
- Powieście go wysoko (1968) jako sędzia Adam Fenton
- Krwawa mamuśka (1970) jako Sam Pendlebury
- WUSA (1970) jako Matthew Bingamon
- Wyzwanie (1977) jako Josephson
- Norma Rae (1979) jako Vernon
- Elvis (1979) jako płk. Tom Parker
- Nagłe zderzenie (1983) jako Jannings
- Miliony Brewstera (1985) jako Edward Roundfield
- Sokół i koka (1985) jako pan Boyce
- Maksymalne przyspieszenie (1986) jako Hendershot
- Baby Boom (1987) jako Hughes Larrabee
- Obcy na mojej ziemi (1988) jako sędzia Munson
- Na ratunek Jessice (1989) jako Robrts
- Batman (1989) jako komisarz James Gordon
- Naciągacze (1990) jako Bobo Justus
- Obywatel Cohn (1992) jako Edgar J. Hoover
- Powrót Batmana (1992) jako komisarz James Gordon
- Jack Błyskawica (1994) jako szeryf Kurtz
- Szybcy i martwi (1995) jako barman Horacy
- Batman Forever (1995) jako komisarz James Gordon
- Pięć ton i on (1996) jako Vernon
- Bękart z Karoliny (1996) jako pan Waddell
- Tysiąc akrów krzywd (1997) jako Harold Clark
- Batman i Robin (1997) jako komisarz James Gordon
- Muppety z kosmosu (1999) jako generał Luft
- Shaft (2000) jako sędzia Dennis Bradford
- Dwa bilety do raju (2006) jako ojciec Marka
- Ricky Bobby – Demon prędkości (2006) jako Larry Dennit Sr.

Gościnnie wystąpił w wielu popularnych serialach telewizyjnych; m.in.: Bonanza, Strefa mroku, M*A*S*H, Zdrówko, Wojna i pamięć, Dzień za dniem, Skrzydła, Dotyk anioła, Lśnienie.